# Thomas Lundin
Thomas Lundin (* 13. April 1961) ist ein ehemaliger schwedischer Fußballspieler. Der Stürmer bestritt seine Karriere in Schweden und Deutschland.

## Werdegang
Lundin begann mit dem Fußballspielen beim Stockholmer Stadtteilsklub Mälarhöjdens IK. Vor Beginn der Erstligaspielzeit 1983 schloss er sich dem Ortsrivalen Hammarby IF in der Allsvenskan an. An der Seite von Peter Gerhardsson, Billy Ohlsson und Mats Werner spielte er in der Offensive der Mannschaft, die im Sommer des Jahres das Pokalfinale gegen IFK Göteborg erreichte. Zwar ging dieses mit einer 0:1-Niederlage verloren, da der Gegner aber Ende des vorherigen Jahres unter Sven-Göran Eriksson und Gunder Bengtsson die Meisterschaft errungen hatte, qualifizierte sich der Klub somit für den Europapokal der Pokalsieger 1983/84. Nachdem sich Lundin beim 4:0-Hinspielerfolg über den albanischen Vertreter KS 17. Nëntori Tirana in die Torschützenliste eingereiht hatte, zog die Mannschaft trotz einer 1:2-Rückspielniederlage in die nächste Runde ein. Dort scheiterte die Mannschaft nach Verlängerung im Rückspiel am finnischen Pokalsieger Valkeakosken Haka.
In den ersten Jahren noch Ergänzungsspieler, trug er allenfalls sporadisch zum Einzug ins Meisterschaftshalbfinale 1984 bei, in dem IFK Norrköping sich nach jeweils 0:0-Unentschieden in Hin- und Rückspiel per Elfmeterschießen durchsetzte. Damit hatte sich der Klub jedoch für den UEFA-Pokal 1985/86 qualifiziert. Mittlerweile Stammspieler zeichnete er sich sowohl in der ersten Runde gegen Pirin Blagoewgrad als auch beim Zweitrundenduell mit dem FC St. Mirren als Torschütze aus. Trotz zweier Tore von Per Holmberg im Hinspiel und einem Treffer von Michael Andersson im Rückspiel schied er mit dem Klub nach einem 2:1-Heimerfolg in der dritten Runde aufgrund einer 1:3-Niederlage im Rückspiel gegen den späteren Finalisten 1. FC Köln aus.
Unter den Trainern Björn Bolling, Lars Wass und Hans Backe platzierte sich Lundin zwischen 1985 und 1987 mit dem Klub regelmäßig im vorderen Mittelfeld, verpasste mit der Mannschaft um Spieler wie Ulf Eriksson, Thomas Dennerby und Sten-Ove Ramberg jedoch den erneuten Einzug in die Meisterschaftsendrunde. In der Spielzeit 1987 gelang ihm jedoch ein persönlicher Erfolg, als bester Schütze des Vereins mit zwölf Saisontoren platzierte er sich gleichauf mit Mats Magnusson hinter Torschützenkönig Lasse Larsson von Malmö FF an zweiter Stelle der Torschützenliste der schwedischen Eliteserie. Mit neun Toren gehörte er auch im folgenden Jahr zu den besten zehn Torschützen der Liga, nicht zuletzt aufgrund der Abschlussschwäche seiner Mitspieler – Hammarby IF erzielte insgesamt 19 Saisontore – holte die Mannschaft nur 13 Pluspunkte und stieg als Tabellenletzte ab.
Nach Ende der Spielzeit im Herbst verließ Lundin daraufhin Schweden und schloss sich für die Zeit der Winterpause dem deutschen Klub Hertha BSC aus Berlin an. in der 2. Bundesliga spielte er an der Seite von Wolfgang Patzke, Michael Jakobs, Walter Junghans und Theo Gries. Zwar gelang ihm bei seinem zweiten Einsatz, einem 2:1-Erfolg über den VfL Osnabrück, ein Torerfolg, dennoch entschied sich der Verein gegen eine dauerhafte Verpflichtung.
In der Zweitligaspielzeit 1989 lieferte sich Lundins Klub Hammarby IF mit dem Lokalrivalen Vasalunds IF ein Duell um den Aufstieg in die Allsvenskan. Erst am letzten Spieltag überflügelte er mit seiner Mannschaft den Konkurrenten, als in der Nachspielzeit der Treffer zum 6:0-Erfolg über Karlstad BK fiel, der bei gleicher Punktezahl zu gleicher Tordifferenz führte. Mit 15 Saisontoren hatte Lundin entscheidenden Anteil, dass sein Klub mit 49 Saisontoren sechs Treffer mehr als der Rivale erzielt hatte und somit die Tabelle anführte.
Nach dem direkten Wiederabstieg blieb Lundin dem Klub treu. Vor Beginn der Zweitligaspielzeit feierte er mit dem Klub den Gewinn der Hallenmeisterschaft. Auch außerhalb der Halle war der Klub erfolgreich und zog als Tabellenführer seiner Zweitligastaffel in die Ab- und Aufstiegsrunde zur Allsvenskan ein. Dort fehlten als Tabellenfünfter zwei Punkte auf den Göteborger Klub Västra Frölunda IF, um zumindest den Relegationsplatz zu erreichen.
| Personendaten    | Personendaten               |
| ---------------- | --------------------------- |
| NAME             | Lundin, Thomas              |
| KURZBESCHREIBUNG | schwedischer Fußballspieler |
| GEBURTSDATUM     | 13. April 1961              |